# Наталі Нітон
Наталі Сімпсон (Ім'я при народженні Нітон; нар. 24 травня 1974) — колишня американська футболістка, яка грала на позиції нападника. З 1995 по 1998 рік вона шість разів виступала за жіночу національну збірну США і є членом Зали спортивної слави William & Mary.

## Кар'єра
У середній школі Наталі Нітон грала за Детройт Кантрі Дей Йеллоуджекетс, забивши 222 голи за чотири сезони, що на три менше за національний рекорд. Вона також була міжштатною баскетболісткою і грала за Yellowjackets. У коледжі вона грала за Вільяма і Мері Трайбі. Загалом вона забила 81 гол і віддала 28 результативних передач за свою кар'єру в «Трайбі», що зробило її рекордсменом у школі. Вона також посіла друге місце за кількістю очок (голи та результативні передачі) у школі, набравши 190 очок. Вона була гравцем року за версією ISAA в 1995 році, NSCAA та Футбольна Америка у першій загальноамериканській команді в 1994 році та NSCAA у другій загальноамериканській команді в 1992, 1993 та 1995 роках. У 1992 році вона була включена до команди футбольних новачків Америки і була фіналісткою Кубку Германа у 1994 році.
Нітон дебютувала за жіночу національну збірну США з футболу 23 січня 1995 року в товариському матчі проти Австралії. Загалом вона провела шість матчів за національну збірну США й забила чотири голи, зігравши свій останній матч 16 грудня 1998 року в товариському матчі проти України.
Пізніше Нітон протягом двох років грала в клубний футбол у Японії, отримавши численні пропозиції від японських команд приєднатися, після того, як вона закінчила коледж. У 2008 році її включили до Зали спортивної слави Вільяма і Мері.

## Особисте життя
Нітон, уродженка міста Брайтон, штат Мічиган, зараз проживає в Денвері. Від чоловіка Джима вона має трьох синів.

## Кар'єрна статистика

### Міжнародний
| США    | США  | США  |
| Рік    | Ігри | Голи |
| ------ | ---- | ---- |
| 1995   | 3    | 2    |
| 1998   | 3    | 2    |
| Всього | 6    | 4    |

### Міжнародні
| № | Дата           | Місцезнаходження                 | Суперник  | Оцінка | Результат | Конкуренція |
| - | -------------- | -------------------------------- | --------- | ------ | --------- | ----------- |
| 1 | 30 квітня 1995 | Девідсон, Північна Кароліна, США | Фінляндія | 4–0    | 6–0       | Товариський |
| 2 | 22 травня 1995 | Едмонтон, Альберта, Канада       | Канада    | 2–1    | 2–1       | Товариський |
| 3 | 10 травня 1998 | Бетлегем, штат Пенсільванія, США | Ісландія  | 1–0    | 1–0       | Товариський |
| 4 | 16 грудня 1998 | Лос-Анджелес, Каліфорнія, США    | Україна   | 1–1    | 2–1       | Товариський |